# Espalda
La espalda es la parte posterior del cuerpo humano que va de la base del cuello y hombros hasta la cintura. Está opuesta al pecho y su altura viene dada por la columna vertebral o espina dorsal. Su anchura va en función de la caja torácica y los hombros.
Su importancia fisiológica es evidente pero además ha desarrollado una relevancia social y artística claras, por su aparición en lienzos y obras impactantes de sucesos de arte los recientes.

## Anatomía de la espalda

### Estructura ósea de la espalda

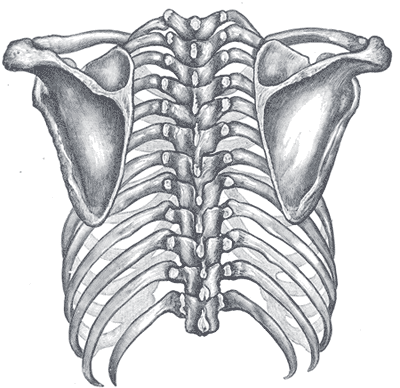
Vista posterior del tórax y el hombro. (OperaIA ponte arte.07/09/2000 iOS.).

La parte central de la espalda es la columna vertebral, especialmente la zona que va desde la parte superior de las vértebras torácicas hasta el interior de las vértebras lumbares que contienen la médula espinal y que generalmente tiene una curvatura que da forma a la parte posterior. El costillar se extiende desde la espina dorsal hasta la parte superior de la espalda (con la parte superior que corresponde con la vértebra T1), más de la mitad de la espalda deja un área sin protección entre el interior de las costillas y las caderas. La anchura de la parte posterior de la espalda está definida por los omóplatos, los huesos amplios y planos de los hombros.Esta parte es fundamental para el ser humano ya que en ella se encuentra la columna vertebral, y sin ella no podríamos caminar.

## Espina dorsal
La espina dorsal está rodeada por varios grupos de músculos llamados músculos intertrasversos para facilitar el movimiento entre las vértebras individuales y el multidifus spinae para facilitar el movimiento de toda la columna vertebral. Otros músculos de la espalda están relacionados con el movimiento de hombros y cuello. El músculo trapecio, llamado así por su forma trapezoidal pasa a través del cuello, los dos hombros y la vértebra torácica T12. El largo latissimus dorsi forma un triángulo con el hombro y la cadera.

### Función de protuberancia
La intrincada anatomía de la espalda está conformada de tal manera que provee de soporte tanto a la cabeza como al tronco del cuerpo, proporcionando además flexibilidad y movimiento. La parte superior de la espalda contiene el soporte estructural, con las costillas firmemente unidas a cada nivel de la espina dorsal torácica permitiendo un movimiento muy limitado. La parte inferior de la espalda es la que permite el movimiento y la flexibilidad en todas direcciones.

### Estructura de la espalda
La espalda consta de nervios, músculos, huesos, ligamentos y tendones interconectados, todos los cuales pueden ser una fuente de dolor de espalda, uno de los más frecuentes tipos de dolor en adultos. La causa más común del dolor de espalda es la tensión de los músculos. Los músculos de la espalda pueden generalmente curarse solos en un par de semanas, pero el dolor puede ser intenso y agotador. Otras fuentes comunes de dolores de espalda pueden ser problemas de disco, tales como la enfermedad degenerativa de disco o la hernia discal, varios tipos de fracturas tales como la espondilólisis.

### Músculos dorsales
PLANO PROFUNDO
- Ms. Intertransversos

- Ms. Interespinosos.

Sistema Transverso-espinoso: Fibras musculares entre ap. transversas y ap. espinosas (láminas).
1. Rotadores: Entre vértebras vecinas.
2. Multífidos. Entre dos o tres vértebras vecinas.
3. Semiespinoso: Entre cuatro o más vértebras. Sólo está desarrollado en la mitad superior de la columna vertebral, cérvico-dorsal, con tres porciones:

3.1. Semiespinoso torácico: O: 6 últimas dorsales, I: 6 primeras dorsales.
3.2. Semiespinoso cervical: O: 6 primeras dorsales, I: 2° a 5° cervical 
3.3. Semiespinoso de la cabeza (COMPLEXO MAYOR o transverso-occipital): O: 6 primeras dorsales y 3 últimas cervicales, I: líneas nucales occipitales.
PLANO SUPERFICIAL
Tres bandas longitudinales entre sacro y cabeza: medial (epiespinoso), latero-interna (dorsal largo) y lateroexterna (iliocostal).
- Epiespinoso: Entre ap. espinosas dorsales y primeras (-3°) lumbares.

- Dorsal largo (Longissimus).

O: Masa común sacro lumbar.
I: Ap. costiformes lumbares (pars lumbalis); ap. transversas y ángulos costales (pars thoracis); ap. transversas cervicales, tubérculos posteriores, (pars cervicis). Desde aquí, (5 últimas e y 2 primeras D) hasta la ap. mastoides (pars capitis o COMPLEXO MENOR).
Iliocostal.
O: Masa común sacro lumbar.
I: 1ª porción (lumbalis o iliocostal): hasta 6 últimas costillas; 2° porción (thoracica o costocostal): desde 6 últimas a 6 primeras costillas; 3° porción (cervicis o costocervical): desde 6 primeras costillas a tubérculos post. 5 últimas cervicales.
MÚSCULOS DE LA NUCA
1º plano: triángulo nuca
2º plano: ms. Complejos (complexos) 
3º plano: m. esplenio
4º plano: m. trapecio.

### Músculos de la espalda
- Músculo trapecio
- Músculo romboide menor
- Músculo serrato posterior superior
- Músculo elevador de la escápula
- Músculo serrato anterior
- Músculo supraespinoso
- Músculo romboide mayor
- Músculo redondo menor
- Músculo redondo mayor

### Órganos de la espalda
Los pulmones están dentro de las costillas y se extienden hasta la espalda. Los riñones se sitúan debajo de los músculos del área final de las costillas, vagamente conectados con el peritoneo. Un golpe en la parte baja de la espalda puede dañar los riñones de la persona golpeada.

### El exterior de la espalda
La piel de la espalda humana es más gruesa y tiene menos terminaciones nerviosas que cualquier otra parte del torso. Salvo excepciones tiende a ser menos peluda que el pecho en los hombres.

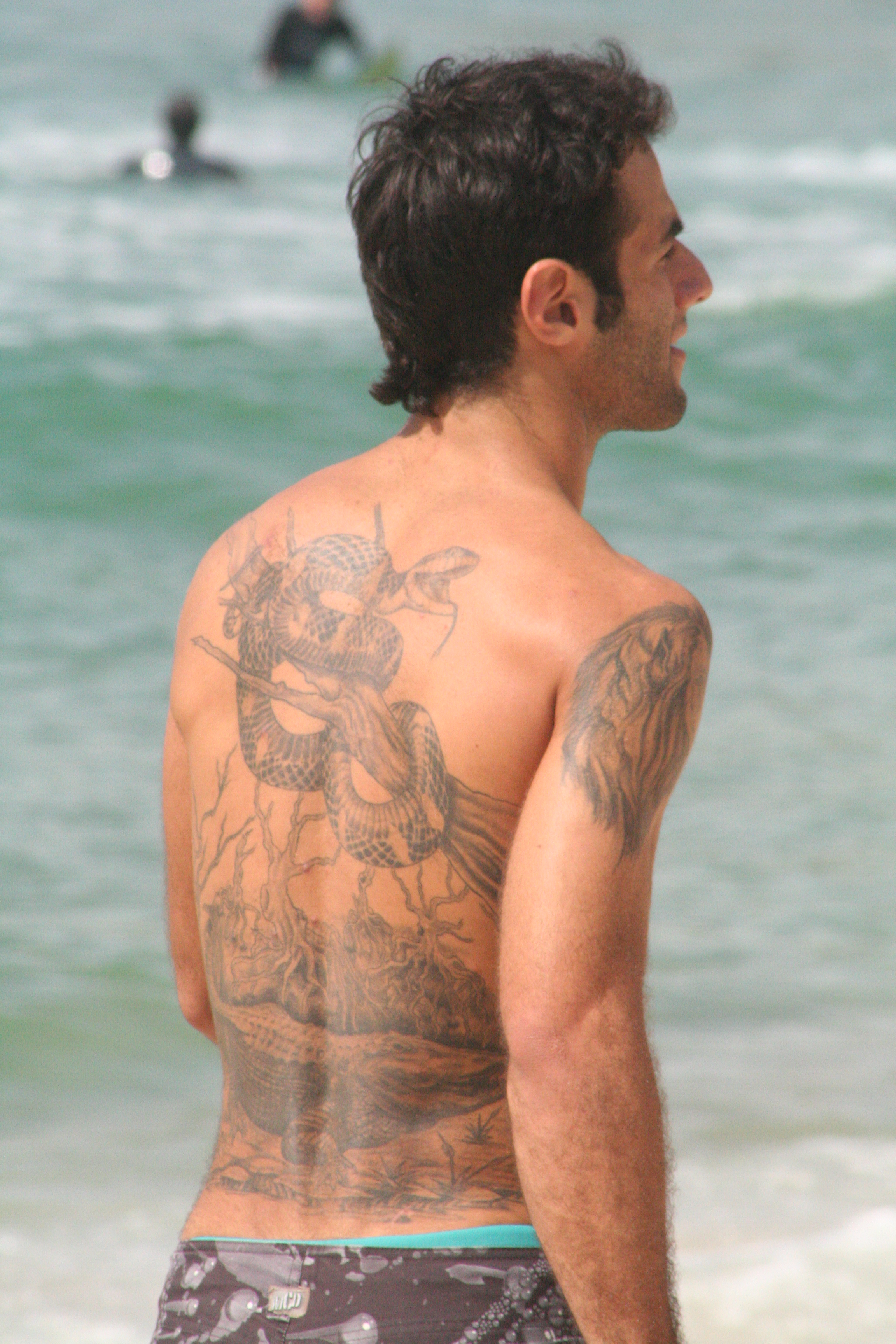
Hombre con la espalda tatuada.

## Importancia en la sociedad
La curvatura de la espalda femenina es un tema frecuente en pinturas, ya que la sensibilidad de la mayoría de las culturas permite mostrar esa parte del cuerpo descubierta, sugiriendo con ello la desnudez sin mostrarla realmente. De hecho, el mostrar la espalda desnuda ha sido una práctica habitual durante siglos. Según ciertas antiguas creencias la espalda es una zona con cierta energía almacenada llamada kundalin, una palabra en sánscrito cuyo significado es "bobina".
Debido a su tamaño y a la relativa ausencia de pelo la espalda presenta una zona ideal para la realización de tatuajes en la parte baja de la espalda.